# Веселе (Миколаївський район)
Весе́ле — село в Україні, у Сухоєланецькій сільській громаді Миколаївського району Миколаївської області. Населення становить 119 осіб. 
Розташоване за 48 км на північний схід від міста Нова Одеса та за 40 км від залізничної станції Новополтавка.

## Історія
Село засноване у 1861 році. В роки громадянської війни у цій місцевості діяв більшовицький партизанський загін під командуванням Л. Л. Ткаченка. У 1922 році тут сформовано партійний осередок, у 1924 році — створено артіль «Веселий хутір».
Станом на 1970 рік у селі мешкало 540 чоловік. Працювала друга рільнича бригада колгоспу імені Фрунзе, центральна садиба якого знаходилася в селі Антонівці. Господарство займалось м'ясо-молочним тваринництвом, вирощувало зернові культури. На території села працювали восьмирічна школа, бібліотека, дитячий садок.

## Населення
Згідно з переписом УРСР 1989 року чисельність наявного населення села становила 158 осіб, з яких 68 чоловіків та 90 жінок.
За переписом населення України 2001 року в селі мешкало 119 осіб.

### Мова
Розподіл населення за рідною мовою за даними перепису 2001 року:
| Мова       | Відсоток |
| ---------- | -------- |
| українська | 95,80 %  |
| молдовська | 2,52 %   |
| російська  | 1,68 %   |

## Археологічні знахідки
Поблизу села знайдено поселення доби бронзи (II тисячоліття до н. е.).